# Wangenried
Wangenried est une localité de Wangen an der Aare et une ancienne commune suisse du canton de Berne, située dans l'arrondissement administratif de Haute-Argovie.
En septembre 2023, par votation communale, les habitants ont approuvé, par 181 voix contre 6, de s'intégrer à la commune voisine de Wangen an der Aare. La fusion est effective depuis le 1er janvier 2024.

Photo aérienne par Walter Mittelholzer (1923)